# クロ (曲)
「クロ」は、NHKの音楽番組『みんなのうた』で、2005年12月～2006年1月に放送された楽曲。作詞・作曲：遊佐未森、編曲：鹿島達也、歌：遊佐未森。

## 概要
シンガーソングライターの遊佐未森が実体験をもとに書き下ろした楽曲、遊佐未森は本曲で『みんなのうた』に初登場となる。ある女性と黒猫の「クロ」との出逢い、思い出、別れを透明感のあるボーカルで歌っている。5分間1曲で放送された。
アニメーションは『おかあさんといっしょ』で「あめふりりんちゃん」「ハオハオ」を手掛けた、番組初参加のおーなり由子と番組常連の堀口忠彦のコンビ制作。クリーチャーズは開始と終盤のスケッチブックのアニメーションを担当。スケッチブックに描かれた女性と黒猫の出逢いから別れをアニメーションで表現。
放送音源はCDと異なり、最後はアウトロがフェードアウトしながら、クロの身に着けていた鈴の付いた赤い首輪が閉じたスケッチブックの上に置かれると同時に、静かに鈴が鳴るという演出で終わる。
『みんなのうた』では泣ける歌として放送後も度々再放送されており、同時期に放送された「グラスホッパー物語」と並んでNHKにリクエストの要望が多く寄せられるなど反響が高かった楽曲の一つ。2011年放送の「みんなのうた2000年代セレクション」でも放送された。